# 德昌府
德昌府，明朝设置的府。
洪武年间改德昌路置，治所在今四川省德昌县德州镇。辖境相当今四川省德昌、米易二县。二十五年（1392年），改德昌千户所。 